# James A. Willis
James Alfred Willis oder James Willis (* 11. Januar 1925 in London; † vor 21. März 2014 in Osborne Park (Perth, Western Australia)) war ein britischer Klassischer Philologe.
Willis besuchte die Sir Anthony Browne’s School, Brentwood (Essex), und das University College London. Als Lektor begann er am University College London 1949. Ab 1962 war er Reader an der University of Western Australia, 1973 wurde er dort zum Professor für Classics berufen, 1988 trat er in den Ruhestand. Er war Gastprofessor an der University of California, Berkeley, in den Jahren 1983 und 1987. 
Willis war als Textkritiker und Herausgeber klassischer Autoren tätig, so für Macrobius’ Saturnalia (textkritisch umstritten, neu ediert durch Robert A. Kaster), für dessen Kommentar zu Ciceros Somnium Scipionis, Martianus Capella, Juvenal. Diese Ausgaben erschienen im B. G. Teubner Verlag. 1972 legte er ein Lehrbuch zur Textkritik vor.

## Veröffentlichungen
- De codicibus aliquot manuscriptis Macrobii saturnalia continentibus, Sauerländers, Frankfurt/M. 1957
- Ambrosii Theodosii Macrobii Commentarii in Somnium Scipionis, 1970.
- Latin textual criticism , London/Chicago 1972.
- (Hg.): Martianus Capella, 1983, repr. de Gruyter 2012. ISBN  978-3110298543
- (Hg.): D. Ivnii Ivvenalis satvrae sedecim, Teubner, Leipzig 1997. ISBN 978-3-8154-1471-2
- (Hg.): Macrobius: Opera
  - Volume 1 / Saturnalia; Apparatu critico instruxit in Somnium Scipionis commentarios , Teubner, Leipzig 2013. ISBN 978-3111885278 (zuerst 1963, 1994)
  - Volume 2 / Commentarii in somnium Scipionis , de Gruyter, Berlin/Boston 2013. ISBN 978-3111816517 (zuerst 1970, 1994)